# Chapman Peak
Chapman Peak är en bergstopp i Antarktis. Den ligger i Västantarktis. Chile gör anspråk på området. Toppen på Chapman Peak är 2 230 meter över havet.
Terrängen runt Chapman Peak är bergig västerut, men österut är den kuperad. Trakten är obefolkad. Det finns inga samhällen i närheten.